# Bars (comitat)
Pour les articles homonymes, voir Bars.
Bars est un ancien comitat de la Grande Hongrie, au sein de l'Autriche-Hongrie, aujourd'hui en Slovaquie.